# Dense
Dense és una família tipogràfica de la categoria de pal sec. Simple, elegant i sòlida, dins les seves possibilitats, és una tipografia molt mal·leable on destaca principalment en grans formats com a titulars o rètols de cartell, mantenint un estil que actualment enfocaríem a un sector "vintage". Aquesta família va ser creada pel dissenyador canadenc Charles Daoud l'any 2013.